# 數碼寶貝大冒險
《数码宝贝大冒险》，于1999年3月7日-2000年3月26日，全54話，每周日09:00-09:30（UTC+9）在富士电视台系列播映的电视动画，是数码宝贝电视动画系列的第一作，原企划标题为《数码宝贝》、《数码宝贝岛冒险记》和《数码宝贝岛漂流记》。中国大陆搜狐视频2015年版权到期后，转由爱奇艺网络播映。台灣和新加坡由爱奇艺国际站网络播映。马来西亚由爱奇艺国际站和WeTV网络播映。

## 剧情
1999年8月1日，世界各地出現异常天氣情况，此時以八神太一為首的七人在学校组织夏令营時，被迫进入數碼世界而成為被选召的孩子们去拯救數碼世界和現實世界，而他們每個人得到了一個神聖計劃，神聖計劃送他們進入數碼世界並且幫助他們的数码兽進化。
太一他們在遇到他們的搭档数码兽之前並沒有確實的想法，他們僅僅是戰鬥以求得保護，這在第一話中便有說明，亞古獸對太一說：「如果我們不戰鬥，就會死」，然而隨著時間的流逝和故事的進展，新的概念被提出來，由原本的希望找出方法返回原本的世界，僅僅是戰鬥以求得保護，漸漸變成希望保護數碼世界。
孩子們在面對各種事件的時候不斷成長，他們學會了如何結交朋友，變得勇敢，即使意見不合還是會幫助彼此，對所愛的人說再見等等，而這些在他們的徽章中則得到了很好的體現，徽章的力量來自於孩子們的心，而當他們都正確地運用這力量的時候，徽章便會發動，感情越強烈，徽章所展現的力量越大。
此外，孩子們意識到這個世界並不是虚拟遊戲，生活在這個世界的数码兽都是確實的存在，他們有感情，能感受到痛苦，数码兽表達了人類所擁有的特質，只不過数码兽不是人，他們沒多想就決定要去打敗那些數碼世界中黑暗勢力們，因為他們不想讓黑暗勢力們去折磨其他数码兽，這也只是他們唯一能做的，被選召的孩子們努力不去作無謂的戰鬥，除非他們遇到了敵人並且令他們別無選擇。
在後半階段，孩子們回到御台場，太一的妹妹小光亦加入了隊伍，她的加入增強了孩子們的實力，並且協助孩子們打敗了面前的敵人，但「禍不單行」的數碼世界再次被全新並且得到了黑暗力量的敵人所進攻，被選召的孩子們唯有再返回數碼世界，與最後的敵人來一次決戰，拯救數碼世界，而之後太一他們回到数码世界時的表現，看到數碼世界對孩子們的影響。

## 概要
TV动画版是数码宝贝系列大紅的關鍵之一，而其中極少見到走形的問題，足以證明数码宝贝系列可以帶來的利潤；同时，值得注意的是，根据TV動畫制作人員名单，可以發現有一部分制作人员是從TV动画版第一作到第四作都有參與製作。
数码兽的主要「育成」要素并未全部出現，是暫時進化後再退化回原樣，吸收變身英雄的要素，數碼世界此假想空間和作為現實世界的東京御台場流利地鏈接，成為連當時的世界觀也使之反映，加上作品出色質感成為之後作品的基礎；但孩子們「被選召」是被動參與此次冒險，消極被動的表現，城户丈等人也曾對此發表疑惑，而為了消除這種被動對當代少年的影響，在《数码宝贝驯兽师之王》中，「被選召」這個概念被拋棄，轉變為主動前往數碼世界。
故事描写了以同名剧场版《数码宝贝大冒险》为舞台（1995年）4年后（1999年）的世界。名为“数码世界”的假象世界与现实世界的东京（尤其是御台场、光丘两个地方）机缘巧合地连在了一起，主角一行孩子们被突然抛进了异世界中，他们在与搭档数码兽的一系列事件中一边发现自我一边成长，描写了孩子们共同活下去的成长故事。一点点被揭露的孩子们的过去，作为被选召理由的光丘之谜等，巧妙的伏笔随处可见，想方设法地“连大人们也待在其中”。另外，还是一部反映父母离婚和死別等现代日本社会问题的作品。制作方面角銅导演提到“大家的出场都比较均等，打倒敌人的次数也基本相同，这是基本的制作立场”，因此并非一部分登场人物相当活跃。当初本来构想在最后一話中，出现隐藏主人公大人的姿态，并回忆这段故事的桥段，不过因为决定要直接制作续作，于是留到了《02》的最后一話。
角色设计原定由鸟山明担当，不过由于连载等事物繁忙而未能实现，从而启用了被认为与鸟山明画风很接近的中鶴勝祥，但八神太一角色是由集英社的薮野展也与东映动画的中鹤胜祥共同进行角色设计（根据中鹤胜祥自己的说法，动画版太一只是将薮野展也的设计按动画版风格自己重新画过而已，因此八神太一其实是漫画家薮野展也设计的人物）。
单发企划电视节目《日本动画第1話&最终話最佳100》中排名第33位。另外，在《外国人选出的日本动画最佳100》中排名第10位。
最高收视率：13.7%、最低收视率：7.9%、平均收视率：11.2%。万代总玩具销售额160亿日元。
剧场版《数码宝贝大冒险》和《数码宝贝大冒险 我们的战争游戏！》由细田守担任导演，其完成度受到了很高的评价。本作之后诞生了《数码宝贝大冒险02》、《数码宝贝驯兽师之王》、《数码宝贝无限地带》、《数码宝贝X进化》、《数码宝贝拯救者》、《数码宝贝合体战争》、《数码宝贝大冒险tri.》、《数码宝贝宇宙 应用怪兽》、《数码宝贝幽灵游戏》、《數碼寶貝BEATBREAK》等数码宝贝动画系列。主要观众不仅是中小学生，在高中女生中也很受欢迎。
华语地区的版权均由國際影業有限公司代理。中国大陆的电视台版本为北京迪美文化发展有限公司引进，早期为中国国际电视总公司代理发行、后期转为北京北方广视影视文化交流有限公司代理发行，广东电视台译制部录制配音，在广东广播电视台、上海广播电视台、北京广播电视台等首轮播出；VCD为广东东和兴影音有限公司（东和兴）
代理经销，辽宁文化艺术音像出版社代理发行，引进的台湾台视配音版；搜狐视频2015年版权到期后，转由爱奇艺网络播映。香港的电视台版本为TVB配音和首播，VCD和DVD为鐳射企業有限公司配音和代理发行。台湾的电视台版本为台视配音（首播）和衛視中文台配音，VCD为弘音企業有限公司代理发行，愛奇藝國際站國日雙語網路播映。

## 重要代表物件
- 数码器

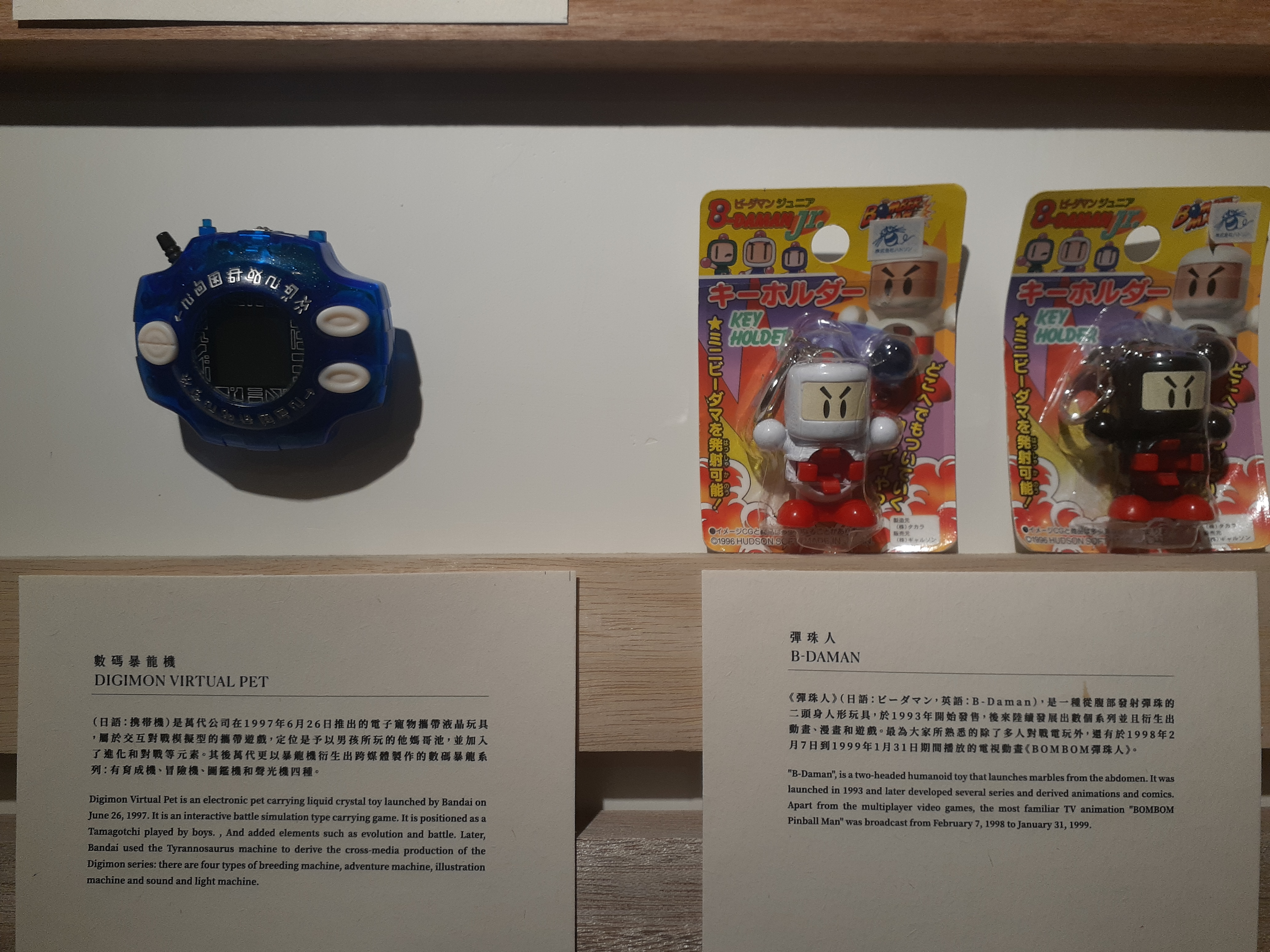
数码器（Digivice）

  - 由被選召的孩子們持有，外型像個鬧鐘，事實上也有鬧鐘的功能，還能顯示附近同伴的方位，其主要作用是聯繫被選召的孩子們和他們的搭檔，使他們心意相通，促使数码兽從成長期進化為成熟期，甚至能夠配合進化鑰匙而超進化。被选召的孩子们的数码器在身上的部位：太一别在皮带左侧，大和别在皮带左侧，空在牛仔裤后，光子郎在电脑包带子上，美美在挎包上，丈在急救包上，岳在双肩包后。[15]

- 紋章（紋卡）
  - 由被選召的孩子們持有，代表個人特質的金屬片，可使数码兽超進化為完全體。而當中8個不同紋卡代表不同意義：
  - 持有勇氣徽章，顏色為橙色：八神太一/亞古獸；
  - 持有友情徽章，顏色為藍色：石田大和（石田和）/加布獸；
  - 持有愛心徽章，顏色為紅色：武之内空（武之内素娜）/比丘獸（皮悠兽）；
  - 持有知識徽章，顏色為紫色：泉光子郎/瓢虫兽（甲蟲獸）；
  - 持有純真徽章，顏色為綠色：太刀川美美/棕榈兽（巴魯獸）；
  - 持有誠實徽章，顏色為灰色：城户丈（城户助）/斑海豹兽（哥瑪獸）；
  - 持有希望徽章，顏色為金色：高石岳（高石武/高石猛）[注 23]/巴達獸；
  - 持有光明徽章，顏色為粉色：八神光（八神嘉儿）/迪路獸。

- 進化鑰匙（吊坠/讀數器）
  - 放大心中特征的力量，使数码兽向完全体进化成为可能的道具。虽然单体只具有与持有者的徽章互相吸引的功能，但与徽章组合在一起可以发挥真正的力量。小丑兽从玄内他们那里夺走之后，一度下落不明，因为恶魔兽而被藏在海底洞窟内的便利店中。被选召的孩子们都将吊坠挂在胸前，放在手掌上对比可以看出其大小。

- 数码兽卡片（Digimon Card）
  - 吸血魔兽入侵人类世界时为了打开门而使用的10张卡片。只能选10张中的9张配置在3×3格的石板中。吸血魔兽使用时会因为咒语而自动配置，被选召的孩子们使用时则不得不手动配置。
  - 其配置的秘密在于成长期、成熟期、完全体三个等级，病毒、疫苗、数据三个种族对应配置到3×3格中去。选择了哥玛兽，可以平安地返回到了前往数码世界旅行的起始地露营地点。另外，在WS游戏《数码宝贝驯兽师：数码宝贝集成曲》中若选择亚古兽的話，会打开前往《数码宝贝大冒险02 前篇 数码宝贝飓风登陆!!／後篇 超絕進化!!黄金的数码装甲》美国的大门。
  - 在02中及川悠纪夫用这个方法想从光丘去数码世界时，選擇了亚古兽卡片打開的並非數碼世界大門，而是另一個未知世界的大門，該世界是一個具有讓思念具現化力量的世界。

- 筆記型電腦（window pro）
  - 外型仿照iBook，八人中僅泉光子郎持有一台，被玄內改裝後，可和暴龍機連線讀取資料。

## 作品中出现的实物和地名

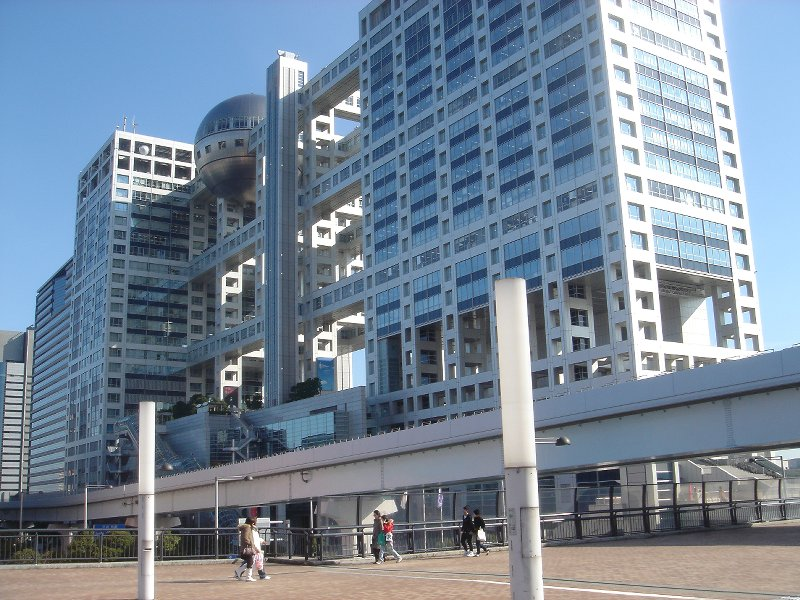
富士电视台

- 御台场：本作大部分主角们学习和生活的地方，每年的8月1日为“御台场纪念日”
- 东京国际展示场：剧中表示为「东京Big Fight」，登场人物称其「Big Sight」
- 东京湾
- 位於日本東京御台場俯瞰彩虹大橋和東京灣的自由女神複製像
- 富士电视台总部大楼
- 东京铁塔
- 调色板城大摩天轮
- 彩虹大桥
- 大江户线：剧中表示为当时的路线名都营12号线
- 竹芝栈桥
- 光丘住宅区
- 涩谷路口
- 新宿站
- 临海线：东京临海新交通临海线
- 东京都电车：东京都交通局7000形电车，在最后一話中返回现实世界所使用的电车，之前只是一直被放置
- FamilyMart
- Ministop
- 東大泉2丁目
- 御台場五番街4号棟1306（お台場五番街4号棟1306）：八神太一和八神光一家人所居住的公寓楼，门牌号为1306号
- E-2C预警机

## 制作人员
- 企划：藤山太一郎[注 24]（富士电视台）、川上大輔（富士电视台）、木村京太郎（读卖广告社）、关弘美（東映動畫）
- 原案：本乡昭由
- 連載：「V Jump」（集英社）
- 系列监督：角銅博之
- 系列構成：西園悟
- 角色设计：中鶴勝祥
- 总作画監督：宮原直樹
- 美術设计：飯島由樹子
- 音楽：有澤孝紀
- 音响效果：奥田維城
- 製作担当：岡田将介
- 动画制作：東映動畫
- 制作協力：東映
- 制作：富士电视台、读卖广告社、東映動畫

## 主题曲

### 片头曲
- 日本：

「Butter-Fly」（詞曲：千綿偉功，編曲：渡部達也，主唱：和田光司）
曾經為本系列主唱眾多樂曲的歌手和田光司，在剧场版《数码宝贝大冒险tri.》第三章製作期間，其官方事務所「SOLID VOX」於2016年4月8日發出聲明，指和田光司因鼻咽癌已於4月3日逝世，享年42歲，葬礼为近亲参加的密葬，4月26日在惠比寿LIQUIDROOM举行了「和田光司 告别会」（和田光司 お別れの会）。
- 香港：

「自動勝利Let's Fight」（作詞：陳心遙，作曲：千綿偉功，編曲：陳嘉業，主唱：鄭伊健）
歌曲收錄在2000年7月25日發行的《Beautiful Life》，CD編號79321-75723-2。鄭伊健在2000年8月27日TVB举办的「兒歌金曲頒獎典禮2000」首次現場演唱这首歌曲。
- 台灣：

「Butter-Fly振翅高飛」（作詞：歌男，作曲：千綿偉功，編曲：黃民偉，主唱：財部有輝）
台視直到第31話時才換回原本的日文片头曲，衛視中文台版本並沒有使用這首歌曲。歌曲收錄在2000年8月2日發行的《Butter-Fly振翅高飛 國語EP》，CD編號BFEP-0001。
「YOYO火箭號」
東森幼幼台于2009年播出的版本，前幾話都使用的是日文片头曲，後來片头曲改為該台自製兒童節目《YoYo點點名》的歌曲「天空遊樂場」，播映時另取歌名「YOYO火箭號」。

### 片尾曲
1. 「I wish」（第1-26話）（作詞：三浦德子，作曲：白川善久，編曲：堀井勝美，主唱：前田愛）
2. 「keep on」（第27-54話）（作詞：NK，作曲：木根尚登，編曲：木根尚登、湯淺公一，主唱：前田愛）
3. 「Butter-Fly」（詞曲：千綿偉功，編曲：渡部達也，主唱：和田光司）

### 插曲
1. 「brave heart」（第1-44、46-54話）（作詞：大森祥子，作曲：太田美知彥，編曲：太田美知彥，主唱：宮崎步）
2. 「Seven」（第14、28、44話）（作詞・作曲：小山晃平 / 編曲：渡部達也，主唱：和田光司）
3. （第38、51話）（作曲･編曲：太田美知彦，主唱：八神太一「藤田淑子」）
4. 「Butter-Fly（ピアノ・バージョン）」（第53、54話）（詞曲：千綿偉功，編曲：渡部達也，主唱：和田光司）

## 各話列表
| 話數 | 日文標題 | 中文標題                             | 脚本     | 演出     | 作畫監督   | 美術       | 电视首播时间  | 收視率 |
| ---- | -------- | ------------------------------------ | -------- | -------- | ---------- | ---------- | ------------- | ------ |
| 1    |          | 漂流？冒險之島！                     | 西園悟   | 角銅博之 | 八島善孝   | 飯島由樹子 | 1999年 3月7日 | 11.5%  |
| 2    |          | 爆裂進化！暴龍獸                     | 西園悟   | 角銅博之 | 信实节子   | 飯島由樹子 | 3月14日       | 11.7%  |
| 3    |          | 蒼狼！加魯魯獸                       | 吉田玲子 | 川田武範 | 出口敏雄   | 飯島由樹子 | 3月21日       | 10.7%  |
| 4    |          | 灼熱！巴多拉獸                       | 吉村元希 | 今村隆寬 | 海老澤幸男 | 清水哲弘   | 3月28日       | 8.8%   |
| 5    |          | 電光！比多獸                         | 廣真希   | 芝田浩樹 | 直井正博   | 飯島由樹子 | 4月4日        | 9.6%   |
| 6    |          | 巴魯獸憤怒的進化！                   | 浦泽義雄 | 今澤哲男 | 八島善孝   | 清水哲弘   | 4月11日       | 10.7%  |
| 7    |          | 咆哮！海獅獸                         | 大和屋曉 | 小坂春女 | 信实节子   | 飯島由樹子 | 4月18日       | 10.9%  |
| 8    |          | 黑暗使者惡魔獸！                     | 西園悟   | 角銅博之 | 出口敏雄   | 清水哲弘   | 4月25日       | Ｎ／Ａ |
| 9    |          | 衝突！冷凍數碼寶貝                   | 前川淳   | 川田武範 | 清山滋崇   | 飯島由樹子 | 5月2日        | Ｎ／Ａ |
| 10   |          | 守護者人馬獸！                       | 吉村元希 | 早川啟二 | 伊藤智子   | 清水哲弘   | 5月9日        | 11.2%  |
| 11   |          | 跳舞的亡靈！猛鬼獸                   | 浦泽義雄 | 芝田浩樹 | 八島善孝   | 松本健治   | 5月16日       | 11.5%  |
| 12   |          | 冒險！巴達獸與我                     | 廣真希   | 今村隆寬 | 直井正博   | 飯島由樹子 | 5月23日       | 11.2%  |
| 13   |          | 天使獸覺醒！                         | 西園悟   | 角銅博之 | 海老泽幸男 | 清水哲弘   | 5月30日       | Ｎ／Ａ |
| 14   |          | 航向新大陸！                         | 吉田玲子 | 今澤哲男 | 信实节子   | 飯島由樹子 | 6月6日        | Ｎ／Ａ |
| 15   |          | 悟空獸！邪惡的星光大道               | 西園悟   | 早川啟二 | 伊藤智子   | 清水哲弘   | 6月13日       | 11.9%  |
| 16   |          | 黑暗進化！喪屍暴龍獸                 | 廣真希   | 川田武範 | 出口敏雄   | 飯島由樹子 | 6月20日       | 11.8%  |
| 17   |          | 冒牌船長巨雞獸！                     | 浦泽義雄 | 芝田浩樹 | 八島善孝   | 清水哲弘   | 6月27日       | 12.8%  |
| 18   |          | 妖精！妖精獸                         | 前川淳   | 今村隆寬 | 清山滋崇   | 飯島由樹子 | 7月4日        | 12.4%  |
| 19   |          | 迷宮中的分子獸！                     | 西園悟   | 角銅博之 | 直井正博   | 清水哲弘   | 7月11日       | 13.7%  |
| 20   |          | 完全體進化！機械暴龍獸               | 西園悟   | 早川啟二 | 伊藤智子   | 飯島由樹子 | 7月25日       | 12%    |
| 21   |          | 滾球獸！東京大沖撞                   | 吉田玲子 | 細田守   | 信实节子   | 清水哲弘   | 8月1日        | Ｎ／Ａ |
| 22   |          | 竊竊私語的小惡魔獸                   | 廣真希   | 川田武範 | 海老泽幸男 | 飯島由樹子 | 8月8日        | 12%    |
| 23   |          | 朋友！獸人加魯魯                     | 吉村元希 | 志水淳兒 | 出口敏雄   | 清水哲弘   | 8月15日       | 7.9%   |
| 24   |          | 擊破！超比多獸                       | 浦泽義雄 | 今澤哲男 | 八島善孝   | 飯島由樹子 | 8月22日       | Ｎ／Ａ |
| 25   |          | 沉睡的暴君！怪蛙皇                   | 大和屋曉 | 芝田浩樹 | 清山滋崇   | 清水哲弘   | 8月29日       | Ｎ／Ａ |
| 26   |          | 光芒之翼！伽樓達獸                   | 前川淳   | 角銅博之 | 直井正博   | 飯島由樹子 | 9月5日        | 12.7%  |
| 27   |          | 黑暗之城，吸血魔獸                   | 廣真希   | 早川啟二 | 伊藤智子   | 清水哲弘   | 9月12日       | Ｎ／Ａ |
| 28   |          | 追擊！前往日本                       | 廣真希   | 今村隆寬 | 信实节子   | 飯島由樹子 | 9月19日       | 10.1%  |
| 29   |          | 長毛象獸！光丘大激戰                 | 西園悟   | 川田武範 | 海老泽幸男 | 飯島由樹子 | 9月26日       | 11.8%  |
| 30   |          | 數碼寶貝 東京大騷亂！！              | 前川淳   | 志水淳兒 | 出口敏雄   | 清水哲弘   | 10月3日       | 12%    |
| 31   |          | 爛泥獸！襲擊東京灣                   | 廣真希   | 芝田浩樹 | 八島善孝   | 飯島由樹子 | 10月10日      | 10.1%  |
| 32   |          | 熾熱的東京鐵塔！死神火焰獸           | 西園悟   | 今澤哲男 | 清山滋崇   | 清水哲弘   | 10月17日      | 10.9%  |
| 33   |          | 南瓜獸與礦石獸是澀谷系數碼寶貝         | 浦泽義雄 | 角銅博之 | 直井正博   | 飯島由樹子 | 10月24日      | 11.4%  |
| 34   |          | 命運的羈絆！迪路獸                   | 吉村元希 | 川田武範 | 伊藤智子   | 清水哲弘   | 10月31日      | 11.4%  |
| 35   |          | 御台場的精靈！花仙獸                 | 廣真希   | 今村隆寬 | 信实节子   | 飯島由樹子 | 11月7日       | 8.8%   |
| 36   |          | 結界突破！祖頓獸                     | 前川淳   | 中村哲治 | 八島善孝   | 飯島由樹子 | 11月14日      | 10.9%  |
| 37   |          | 完全體總進擊！天女獸                 | 吉村元希 | 芝田浩樹 | 海老泽幸男 | 清水哲弘   | 11月21日      | 10.3%  |
| 38   |          | 復活！魔王吸血魔獸                   | 廣真希   | 角銅博之 | 出口敏雄   | 飯島由樹子 | 11月28日      | 13.2%  |
| 39   |          | 究極進化！衝破黑暗                   | 前川淳   | 志水淳兒 | 伊藤智子   | 清水哲弘   | 12月5日       | 11.3%  |
| 40   |          | 魔山上的黑暗四天王                   | 西園悟   | 今澤哲男 | 直井正博   | 飯島由樹子 | 12月12日      | 12.7%  |
| 41   |          | 惡海之王！鋼鐵海龍獸                 | 浦泽義雄 | 川田武範 | 清山滋崇   | 清水哲弘   | 12月19日      | 11.4%  |
| 42   |          | 沉默的海底巨鯨獸                     | 大和屋曉 | 今村隆寬 | 八島善孝   | 飯島由樹子 | 12月26日      | 10.4%  |
| 43   |          | 危險的遊戲！木偶獸                   | 吉村元希 | 芝田浩樹 | 信实节子   | 清水哲弘   | 2000年 1月9日 | 8.1%   |
| 44   |          | 神秘的森林，祖利獸                   | 前川淳   | 角銅博之 | 海老泽幸男 | 飯島由樹子 | 1月16日       | 11.2%  |
| 45   |          | 究極體激戰！戰鬥暴龍獸VS鋼鐵加魯魯獸 | 廣真希   | 今澤哲男 | 伊藤智子   | 清水哲弘   | 1月23日       | 10.6%  |
| 46   |          | 鋼鐵悟空獸大反攻                     | 廣真希   | 川田武範 | 出口敏雄   | 飯島由樹子 | 1月30日       | 11.8%  |
| 47   |          | 強風！閃光！黃金劍獅獸               | 前川淳   | 吉泽孝男 | 直井正博   | 清水哲弘   | 2月6日        | 11.6%  |
| 48   |          | 轟炸指令！機械邪龍獸                 | 西園悟   | 芝田浩樹 | 八島善孝   | 飯島由樹子 | 2月13日       | 11.9%  |
| 49   |          | 再見，鼻涕獸                         | 浦泽義雄 | 今村隆寬 | 清山滋崇   | 清水哲弘   | 2月20日       | 13.3%  |
| 50   |          | 女性對決！妖女獸                     | 前川淳   | 角銅博之 | 信实节子   | 飯島由樹子 | 2月27日       | 13%    |
| 51   |          | 地獄來的小丑，小丑皇                 | 吉村元希 | 吉泽孝男 | 伊藤智子   | 清水哲弘   | 3月5日        | 11.9%  |
| 52   |          | 聖劍士！神聖天使獸                   | 廣真希   | 川田武範 | 出口敏雄   | 飯島由樹子 | 3月12日       | 13%    |
| 53   |          | 最後的黑暗數碼寶貝                   | 吉村元希 | 芝田浩樹 | 海老泽幸男 | 清水哲弘   | 3月19日       | 12.8%  |
| 54   |          | 美麗新世界                           | 廣真希   | 今村隆寬 | 八島善孝   | 飯島由樹子 | 3月26日       | 12.1%  |

## 播放电视台
| 富士電視台 星期日 09:00-09:30（UTC+9）節目 1999年7月18日、2000年1月2日 臨時節目調動停播 | 富士電視台 星期日 09:00-09:30（UTC+9）節目 1999年7月18日、2000年1月2日 臨時節目調動停播 | 富士電視台 星期日 09:00-09:30（UTC+9）節目 1999年7月18日、2000年1月2日 臨時節目調動停播                   |
| --- | --------------------------------------------------------------------------------------- | --- |
| | 数码宝贝大冒险 （1999年3月7日-2000年3月26日）                                           | |
| 甜蜜小天使 第3作 | 數碼寶貝大冒險02                                                                        | |
| Animax 星期日 14:25-16:20（UTC+9）節目 |                                                                                         | |
| 數碼暴龍大冒險tri. 第4章 喪失 2023年10月22日 12:55-14:40（UTC+9）奧林匹克之環 2023年10月22日 14:40-15:00（UTC+9）不知內情的轉學生 不管三七二十一纏了上來。 2023年10月22日 15:00-18:30（UTC+9） | 數碼寶貝 LAST EVOLUTION 絆 （2023年10月29日）                                           | 名偵探柯南 2023年11月5日 13:00-16:00（UTC+9）鲁邦三世 PART2 数字修复版 2023年11月5日 16:00-17:00（UTC+9） |

| TVB翡翠台 星期二、四 17:05-17:35（UTC+8）節目 | TVB翡翠台 星期二、四 17:05-17:35（UTC+8）節目 | TVB翡翠台 星期二、四 17:05-17:35（UTC+8）節目 |
| --------------------------------------------- | --------------------------------------------- | --------------------------------------------- |
|                                               | 數碼暴龍 （2000年5月23日-11月23日）           |                                               |
| Yo！我係馬騮精                                | 福星大咀鳥                                    |                                               |

| 東森幼幼台 星期一至五 17:30-18:00（UTC+8）節目                                                         | 東森幼幼台 星期一至五 17:30-18:00（UTC+8）節目                                   | 東森幼幼台 星期一至五 17:30-18:00（UTC+8）節目                                                                |
| --- | -------------------------------------------------------------------------------- | --- |
| | 數碼寶貝 （2009年5月25日-8月6日）                                                | |
| Yoyoman 重播                                                                                           | 神奇寶貝超世代 星期一至四 17:30-18:00（UTC+8）全力兔 星期五 17:30-18:00（UTC+8） | |
| 東森幼幼台 星期日 15:30-16:30（UTC+8）節目                                                             |                                                                                  | |
| 名偵探柯南 推理劇場 2009年7月19日 15:00-16:00（UTC+8）戰龍四驅 2009年7月19日 16:00-16:30（UTC+8）      | 數碼寶貝－我們的戰爭遊戲 （2009年7月26日）                                       | 數碼寶貝03馴獸師之王 冒險者之戰鬥 2009年8月2日 15:00-16:00（UTC+8）戰龍四驅 2009年8月2日 16:00-16:30（UTC+8） |
| 曼迪日本台 星期日 22:00-24:00（UTC+8）節目                                                             |                                                                                  | |
| 魔法水果籃 最終季 2021年7月11日 22:00-22:30（UTC+8）飆速宅男 劇場版 2021年7月11日 22:30-24:00（UTC+8） | 數碼寶貝 LAST EVOLUTION 絆 （2021年7月18日）                                     | 神劍闖江湖 維新志士的鎮魂歌 劇場版 2021年7月25日 22:00-24:00（UTC+8）                                         |
| 緯來電影台 星期一 21:00-23:00（UTC+8）節目                                                             |                                                                                  | |
| 六弄咖啡館 2022年12月26日 21:00-23:00（UTC+8）                                                         | 數碼寶貝 LAST EVOLUTION 絆 （2023年1月2日）                                      | 冠軍大叔 2023年1月9日 21:00-23:15（UTC+8）                                                                    |

## 劇場版
|   | 作品名                              | 剧场首映时间   | VHS发售时间    | DVD发售时间    | BD发售时间     | 監督       | 系列构成 脚本 | 音樂     | 时长    | 票房        |
| - | ----------------------------------- | -------------- | -------------- | -------------- | -------------- | ---------- | ------------- | -------- | ------- | ----------- |
| 1 | 数码宝贝大冒险                      | 1999年3月6日   | 1999年12月10日 | 2001年1月21日  | 2015年1月9日   | 細田守     | 吉田玲子      | 有澤孝紀 | 21分钟  | 9億日圓     |
| 2 | 数码宝贝大冒险 我们的战争游戏!      | 2000年3月4日   | 2000年11月21日 | 2001年1月21日  | 2015年1月9日   | 細田守     | 吉田玲子      | 有澤孝紀 | 41分钟  | 21.66億日圓 |
| 3 | 数码宝贝大冒险tri. 第1章 再会       | 2015年11月21日 | Ｎ／Ａ         | 2015年12月18日 | 2015年11月21日 | 元永慶太郎 | 柿原優子      | 坂部剛   | 89分钟  | 2.5億日圓   |
| 3 | 数码宝贝大冒险tri. 第2章 決意       | 2016年3月12日  | Ｎ／Ａ         | 2016年4月2日   | 2016年4月2日   | 元永慶太郎 | 柿原優子      | 坂部剛   | 88分钟  | 1.65億日圓  |
| 3 | 数码宝贝大冒险tri. 第3章 告白       | 2016年9月24日  | Ｎ／Ａ         | 2016年11月2日  | 2016年9月24日  | 元永慶太郎 | 柿原優子      | 坂部剛   | 106分钟 | 1.35億日圓  |
| 3 | 数码宝贝大冒险tri. 第4章 喪失       | 2017年2月25日  | Ｎ／Ａ         | 2017年4月4日   | 2017年2月25日  | 元永慶太郎 | 柿原優子      | 坂部剛   | 82分钟  | 1.23億日圓  |
| 3 | 数码宝贝大冒险tri. 第5章 共生       | 2017年9月30日  | Ｎ／Ａ         | 2017年11月2日  | 2017年9月30日  | 元永慶太郎 | 柿原優子      | 坂部剛   | 89分钟  | 1.05億日圓  |
| 3 | 数码宝贝大冒险tri. 第6章 我们的未来 | 2018年5月5日   | Ｎ／Ａ         | 2018年6月2日   | 2018年5月5日   | 元永慶太郎 | 柿原優子      | 坂部剛   | 98分钟  | 1.12億日圓  |
| 4 | 數碼暴龍 LAST EVOLUTION 絆          | 2020年2月21日  | Ｎ／Ａ         | 2020年9月2日   | 2020年9月2日   | 田口智久   | 大和屋曉      | 富貴晴美 | 94分钟  | 3.1億日圓   |

注1：台灣衛視電影台播出時合稱「數碼寶貝大電影1」。

注2：「数码兽大冒险」日本原版无副标题，爱奇艺译为「数码宝贝大冒险」，广东东和兴和台湾弘恩文化译为「数码宝贝 滾球獸之誕生」，香港鐳射企業译为「數碼暴龍 滾球獸誕生」，TVB翡翠台译为「數碼暴龍 滾球獸之誕生」，少年儿童出版社和浦东电子出版社译为「数码宝贝 最初的邂逅」，台灣青文出版社、少年儿童出版社和浦东电子出版社译为「数码宝贝大历险」，香港青文出版社译为「數碼暴龍大歷險」。

注3：爱奇艺、广东东和兴、香港鐳射企業和台湾弘恩文化译为「我们的战争游戏」，TVB翡翠台译为「我們的戰爭」。

注4：美國版「Digimon The Movie」將数码兽大冒险前兩部剧场版和数码兽大冒险02第一部剧场版合成一部，後者並剪掉太一等人的畫面。

注5：中国大陆译名为「数码宝贝tri.」，香港和澳门译名为「數碼暴龍大冒險tri.」。

注6：中国大陆译名为「数码宝贝：最后的进化」，香港和澳门译名为「數碼暴龍 LAST EVOLUTION 絆」，台湾译名为「數碼寶貝 LAST EVOLUTION 絆」。

### 数码宝贝大冒险
《数码宝贝大冒险》

#### 剧情
1995年春，有一颗數碼蛋莫名其妙地來到了八神家，這颗蛋成功被孵化且逐渐進化到了成熟期，並與另外一隻從裂縫中掉下來的数码兽展開戰鬥，以此為契機，八個目擊此事的孩子们在多年後被「期望数码世界安定者/恒常性」選召，來到數碼世界，即TV动画版的開端。

#### 概要
1995年春假發生的事件。描绘了被选召的孩子们首次接触数码兽的日子，以及「为什么是他们被选召」，作为TV动画版的序幕。另外，本次事件后在TV动画版中一般被称为「光丘炸弹恐怖事件」。以此次事件为契机，太一他们成为了被选召的孩子们。太一、小光之外被选召的孩子们和太一、小光的父母虽然也登场了，但与TV动画版的声优不同。在本作中彻底不让大人们露脸保持不存在感，描绘出一个「大人所无法认知的只有孩子的世界」。音乐方面仅使用了法国莫里斯·拉威尔（Maurice Ravel）作曲的「波麗露（Boléro）」，因为是有泽孝纪编曲，所以名义上音乐还是由有泽孝纪负责。同日首映的电影《卡美拉3 邪神觉醒》的制作人对本作大加赞赏，看过之后对特摄导演樋口真嗣说「不做出这样的作品不行啊」。据说与怪兽邂逅的兄妹互相不同印象的创意来自西班牙电影《蜜蜂的私语》。

#### 企划
原企划标题为《数码宝贝》，本来是作为不与TV动画版联动的独立企划开始，决定与TV动画版联动后，追加了剧场版的前后镜头。
当初准备以TV动画版原企划男主角父親的小学时期（TV动画版时间线数十年前的70年代东京），即昭和时代的复古风格进行角色设计，但因为与《游戏王》一样与在V Jump上的漫画联动，现在的角色设定已经完成，为了不与TV动画版产生矛盾，所以设定为TV动画版的数年前。

#### 制作人员
- 原案：本乡昭由
- 連載：「V Jump」（集英社）
- 監督：細田守
- 助監督：佐藤哲哉
- 脚本：吉田玲子
- 音樂：有澤孝紀
- 角色设计：中鶴勝祥
- 作画監督：山下高明
- 美術監督：德重賢

#### 主题曲
片尾曲「Butter-Fly」
作詞・作曲 - 千綿偉功 / 編曲 - 渡部達也 / 主唱 - 和田光司

### 数码宝贝大冒险 我们的战争游戏!

2000年春東映動畫節

《数码宝贝大冒险 我们的战争游戏!》

#### 剧情
2000年春假，在第一次冒險結束後的某一天，網際網路上出現了一個神秘的數碼蛋，數碼蛋孵出一隻神秘數碼獸（水母獸）之後便開始不斷吞食數據並迅速進化成（指爪兽），造成電腦網路世界的混亂。光子郎跑到太一家告知其事情，而太一也馬上聯絡各同伴，但此時此刻，美美在夏威夷，阿空在生太一的氣，阿丈在準備初中入学考試，小光則去同學的生日會，大和与阿岳遠在島根縣的奶奶家。這隻大量吃食數據資訊的數碼獸隨後進化成成長期的（哈哈獸），此時的亞古獸和甲蟲獸也進化至成熟期並出面迎戰，沒料到牠馬上超進化成完全體（地獄使者獸），成熟期的暴龍獸與比多獸不成對手，敗陣下來。然而大和与阿岳幾經波折終於找到可以上網的電腦以後與光子郎和太一會合，而亞古獸和加布獸也進行究極進化迎戰以成究極體的（迪亚波罗兽），正當形勢看好之時太一的電腦發生故障令戰鬥暴龍獸無法移動，鋼鐵加魯魯兽獨力難支落敗，隨後迪亚波罗兽入侵美國五角大楼電腦系統並朝向东京放出一枚携带核弹头的LGM-118A和平守護者飛彈，設定十分鐘爆炸時限後不斷自我複製（只有真身攜有時鐘），已經遍體鱗傷的戰鬥暴龍獸和鋼鐵加魯魯兽雖打算再次苦撐應戰，但在面對複製超過一萬六千隻的迪亚波罗兽的全力攻擊下依然毫無還擊之力，在戰鬥暴龍獸和鋼鐵加魯魯兽已經奄奄一息的情況下，太一与大和化成電腦數據進入電腦世界，與自己的搭档共同戰鬥，戰鬥暴龍獸和鋼鐵加魯魯兽合體成為奧米加獸，趕及在時限前把迪亚波罗兽全部的複製體和真身消滅，並成功阻止了核彈的爆炸。

#### 概要

我们的战争游戏！
秋山辽

与前作一起在完成度上受到很高的评价与支持。作为东映动画作品罕见地发售了面向大人的剧场版解说读本《DIGIMON MOVIE BOOK》。2007年发售了分镜集《数码宝贝大冒险 分镜细田守（ANIMESTYLE ARCHIVE）》。8个角色当中主要活跃的是太一、大和、光子郎和阿岳四人。这是因为在构成上「在40分钟内可以准备的最经常场面4人是最大限度」。另外以东京御台场、岛根县、互联网等三处为主要舞台。片中的核弹「LGM-118A和平守護者飛彈」发射后出现的10分钟倒计时几乎是以真实时间在进行。奥米加兽、井上京在本作中首次登场。紧密连接着续作TV动画《数码宝贝大冒险02》，在《02》第27話中回忆了本作所发生的事情。发生事件的这天在剧中反映为生鱼片生产日期是3月4日。这在现实中是不可能的（日本小学生的春假一般从3月25日到4月7日左右），不过在官方设定中则属于春假时期。同时这天也是本片的首映日。2001年公映的《数码宝贝大冒险02 迪亚波罗兽的逆袭》为本作续作。本作的片尾曲的完整版在当时发售的8cm单曲CD中没有收录，而OST中仅收录剧场Size，造成很长时间难以见到完整版的音源。直到2014年发售的专辑『Digimon Movie Collection』时隔14年终于收录完整版。本片荣获第18届（Golden Gloss）优秀银奖。2003年现代艺术家村上隆委托原班人马制作的路易威登店面用动画《SUPERFLAT MONOGATARI》等也是从本作派生的作品。2009年細田守執導的動畫電影《夏日大作戰》，便是以本作劇情作為基础，進行了借鉴和發揮。

#### 企划
当初的想法是以冲绳为舞台，客串角色与太一两人的旅行，然而上映时间只有40分钟，因此反而采用以呆在家中的互联网为舞台的点子。实际上，太一他们完全没有出门就化解了危机。另外，当时也有「要是做成千年虫问题是数码兽搞的鬼，能让孩子们有切身感受」这样的意图，不过以2000年才有的作品，没有普遍性为由而没有采纳。

#### 登场角色
- 战斗暴龙兽+鋼鐵加魯魯獸→奥米加兽
- 水母獸→指爪兽→哈哈獸→虫蛹兽→地獄使者獸→迪亚波罗兽

#### 制作人员
- 原案：本乡昭由
- 連載：「V Jump」（集英社）
- 監督：細田守
- 助監督：佐藤哲哉
- 脚本：吉田玲子
- 音樂：有澤孝紀
- 角色设计：中鶴勝祥
- 角色设计·作画監督：山下高明、中山久司
- 美術監督：田村盛揮

#### 主题曲
片头曲「Butter-Fly」
作詞・作曲 - 千綿偉功 / 編曲 - 渡部達也 / 主唱 - 和田光司
片尾曲
作詞 - Namika / 作曲・編曲 - 宮崎道 / 主唱 - AiM
插曲「brave heart」
作詞 - 大森祥子 / 作曲・編曲 - 太田美知彦 / 主唱 - 宮崎步
插曲
作曲 - 有澤孝紀 / 主唱 - 東京少年少女合唱隊

## 3D劇場版
| 作品名                           | 劇場首映时间                | 劇場重映时间  | DVD发售时间   | BD发售时间   | 演出   | 脚本   | CG監督   | 时长  |
| -------------------------------- | --------------------------- | ------------- | ------------- | ------------ | ------ | ------ | -------- | ----- |
| 数码宝贝大冒险3D 数码宝贝大奖赛! | 2000年7月20日-2002年6月23日 | 2009年10月3日 | 2010年2月21日 | 2015年1月9日 | 細田守 | 前川淳 | 森田信廣 | 7分钟 |

## OVA
| 作品名                        | 剧场首映时间                  | 网络首播时间 | BD发售时间     | 演出     | 脚本                              | 时长   | 話数  | 场馆  |
| ----------------------------- | ----------------------------- | ------------ | -------------- | -------- | --------------------------------- | ------ | ----- | ----- |
| 数码宝贝大冒险20周年 纪念故事 | 2019年11月22日-2020年11月11日 | 2020年2月1日 | 2020年12月25日 | 名取孝浩 | 小田康平/佐贺奖平/东川遥/大和屋晓 | 25分钟 | 全5話 | PARCO |

## 朗读剧
|   | 作品名                             | 公演名                                      | 公演时间      | DVD/BD发售时间 | 舞台监督 | 朗读台本 | 场次 | 场馆               |
| - | ---------------------------------- | ------------------------------------------- | ------------- | -------------- | -------- | -------- | ---- | ------------------ |
| 1 | 数码宝贝一夜祭                     | 我们爱数码宝贝音乐 御台场纪念音乐会2003-春- | 2003年4月6日  | Ｎ／Ａ         | 角铜博之 | 广真希   | 2场  | Zepp Tokyo         |
| 1 | 数码宝贝 特别剧                    | 数码宝贝大冒险祭2016                        | 2016年7月31日 | 2016年12月2日  | 清水雅文 | 中西泰博 | 2场  | 八王子奥林匹斯剧场 |
| 2 | 数码宝贝 特别剧 夏季超进化唱歌大会 | 数码宝贝大冒险祭2017                        | 2017年7月30日 | Ｎ／Ａ         | 清水雅文 | 中西泰博 | 2场  | 八王子奥林匹斯剧场 |
| 4 | 数码宝贝 特别剧 另一个8月1日       | 数码祭2019                                  | 2019年7月28日 | Ｎ／Ａ         | 清水雅文 | 大和屋晓 | 2场  | 舞滨圆形剧场       |

## 舞台剧
|   | 作品名                                         | 公演时间                    | 网络首播时间  | DVD发售时间   | 电视首播时间  | 演出     | 脚本     | 制作          | 首播电视台 |
| - | ---------------------------------------------- | --------------------------- | ------------- | ------------- | ------------- | -------- | -------- | ------------- | ---------- |
| 1 | 超進化舞台 数码宝贝大冒险tri. ～8月1日的冒险～ | 2017年8月5日-2017年8月13日  | 2017年8月13日 | 2017年12月2日 | 2018年1月14日 | 谷賢一   | 谷賢一   | Polygon Magic | WOWOW      |
| 2 | 数码宝贝：游乐园之谜                           | 2023年10月28日-2025年1月5日 | Ｎ／Ａ        | Ｎ／Ａ        | Ｎ／Ａ        | 米斯特张 | 小林雄次 | 乐童文化      | Ｎ／Ａ     |

## 广播剧CD
|   | 作品名                                               | 发售时间       | 演出              | 脚本                          | 时长   | CD编号     |
| - | ---------------------------------------------------- | -------------- | ----------------- | ----------------------------- | ------ | ---------- |
| 1 | 数码宝贝大冒险 角色歌＋迷你广播剧（1）               | 1999年11月3日  | 角銅博之          | 廣真希                        | 42分钟 | NECA-30008 |
| 1 | 数码宝贝大冒险 角色歌＋迷你广播剧（2）               | 1999年12月3日  | 角銅博之          | 大和屋晓                      | 40分钟 | NECA-30009 |
| 1 | 数码宝贝大冒险 角色歌＋迷你广播剧（3）               | 2000年1月7日   | 角銅博之          | 廣真希/大和屋晓               | 40分钟 | NECA-30010 |
| 2 | 数码宝贝大冒险 原创故事 2年半的休假                  | 2003年4月23日  | 角銅博之          | 角銅博之                      | 38分钟 | NECA-30081 |
| 2 | 数码宝贝 原创故事 特别篇 ～with～                    | 2003年12月19日 | 角銅博之/貝澤幸男 | 角銅博之/小中千昭/富田祐弘 等 | 9分钟  | ICCM-3     |
| 3 | 数码宝贝大冒险 15周年纪念日 Blu-ray BOX 特别广播剧CD | 2015年3月3日   | 角銅博之          | 吉村元希                      | 39分钟 | HMCH-2052  |
| 4 | 数码宝贝大冒险 最后的进化 绊 我们要去哪里?           | 2020年9月2日   | Ｎ／Ａ            | 大和屋晓                      | 26分钟 | HMCH-2093  |

## 网络广播剧
| 作品名                                           | 网络首播时间                | 监制   | 企划   | 演出 | 脚本   | 制作人             | 制作         | 连载平台   | 話数    |
| ------------------------------------------------ | --------------------------- | ------ | ------ | ---- | ------ | ------------------ | ------------ | ---------- | ------- |
| 数码宝贝 广播剧 回到那个夏天 成为被选中的孩子吧! | 2023年8月3日-2024年10月26日 | 肖志滢 | 靳永乐 | 裴娜 | 张倩男 | 溦桐/蔡欣霖/张倩男 | 宠魅夜澜听语 | 喜马拉雅FM | 全360话 |

## 小说
|   | 作品名                                             | 发售时间      | 作者            | 脚本     | 出版社 | 丛书           | 刊载平台   | 話数   | 章数   | 卷数  | 国际标准书号           |
| - | -------------------------------------------------- | ------------- | --------------- | -------- | ------ | -------------- | ---------- | ------ | ------ | ----- | ---------------------- |
| 1 | 小说 数码宝贝大冒险 ～现在，冒险即将开始～         | 2001年4月30日 | 角銅博之/廣真希 | Ｎ／Ａ   | 集英社 | Super Dash文庫 | Ｎ／Ａ     | 全16話 | 全3章  | 全3卷 | ISBN 4-08-630029-X     |
| 1 | 小说 数码宝贝大冒险 ～第8个被选召的孩子～          | 2001年6月30日 | 角銅博之/廣真希 | Ｎ／Ａ   | 集英社 | Super Dash文庫 | Ｎ／Ａ     | 全15話 | 全3章  | 全3卷 | ISBN 4-08-630035-4     |
| 1 | 小说 数码宝贝大冒险 ～冒险还没结束～               | 2001年7月30日 | 角銅博之/廣真希 | Ｎ／Ａ   | 集英社 | Super Dash文庫 | Ｎ／Ａ     | 全22話 | 全3章  | 全3卷 | ISBN 4-08-630039-7     |
| 2 | 剧场版小说 数码宝贝大冒险 最后的进化 绊            | 2020年2月7日  | 真纪凉介        | 大和屋晓 | 集英社 | Dash X文庫     | 集英社官网 | Ｎ／Ａ | 全4章  | 全1卷 | ISBN 978-4-08-631355-1 |
| 2 | 数码宝贝大冒险 最后的进化 绊 剧场版小说 未来文库版 | 2020年2月7日  | 河端朝日        | 大和屋晓 | 集英社 | 未来文庫       | 集英社官网 | Ｎ／Ａ | 全11章 | 全1卷 | ISBN 978-4-08-321556-8 |

### 小说 数码宝贝大冒险
《小说 数码宝贝大冒险》，于2001年4月30日-7月30日，在动画《数码宝贝大冒险02》播毕后，出版了三卷小说。故事整体的大致流程由动画《数码宝贝大冒险》内容压缩而来，但小说的展开不管哪一部分都与动画版存在差异，可以说是外传性质的东西，设定等方面也与动画版有些许不同。因此，比起“动画数码宝贝大冒险”小说版的说法，小说中所描写的“与动画是不同的东西，平行世界的另一个数码宝贝大冒险”这一说法更确切。

#### 剧情
主张「进化」概念方的期望数码世界安定者/恒常性（ホメオスタシス，Homeostasis） 与 主张「不进化」概念方的启示录兽（アポカリモン，Apocalymon）两者，以被选召的孩子们与黑暗四天王为棋子，现实与数码两个世界为棋盘，赌上整个数码世界未来方向性的第N场概念战争！？…

| 主张「进化」概念                          | 上古传说 | 主张「不进化」概念  |
| ----------------------------------------- | --- | ------------------- |
| 期望数码世界安定者 （恒常性） Homeostasis | 傳說，數碼世界在剛創造出來時，對於「要成為怎樣的世界？」有兩個概念在競爭。 後來「進化」一方的概念勝利了，所以制定了現在數碼世界的規則。 在那時，另一方的概念則被追放到「火之壁」的另一側…… | 启示录兽 Apocalymon |

- 數碼獸啟示錄

过去的数码兽为了给后世警惕启示录兽而创造的预言书（小说中只出现出四段）：
| 日文 | 中文 |
| ---- | --- |
|      | 闇之諸王，得權之時， 統御世界四方之柱， 皆將封印之。 ——《數碼獸啟示錄》第八章‧五                                         |
|      | 大地龜裂，翰海切割，昊天吞食。 於此之後，劃為街、森、海、闇之地， 構築高聳空中的螺旋之山。 ——《數碼獸啟示錄》第十五章‧五 |
|      | 火之壁彼方前來者， 其名為啟示錄獸。 為災禍之根，或為進化之敵。 ——《數碼獸啟示錄》第二十三章‧五                           |
|      | 最初從起源之島而始。 此島或為地相之雛型， 以此為本，新的海、陸、空從此誕生。 ——《數碼獸啟示錄》第二十八章‧十二           |

#### 制作人员
- 作者：角銅博之、廣真希
- 出版：集英社Super Dash文庫
- 卷数：3卷
- 章数：9章
- 話数：53話

#### 各話列表
| 卷数 | 各卷标题                      | 各卷标题               | 章数                | 各章标题            | 各章标题            | 话数                  | 各话标题            | 各话标题            | 发售时间       |
| 卷数 | 日文                          | 中文                   | 章数                | 日文                | 中文                | 话数                  | 日文                | 中文                | 发售时间       |
| ---- | ----------------------------- | ---------------------- | ------------------- | ------------------- | ------------------- | --------------------- | ------------------- | ------------------- | -------------- |
| 1    |                               | ～现在，冒险即将开始～ | 序章（）            | 序章（）            | 序章（）            | 序章（）              | 序章（）            | 序章（）            | 2001年 4月30日 |
| 1    | 1                             | ～现在，冒险即将开始～ |                     | 漂流                | 1                   |                       | 那个夏天            |                     | 2001年 4月30日 |
| 1    | 1                             | ～现在，冒险即将开始～ | 2                   | 漂流                |                     | 极光的另一边          |                     |                     | 2001年 4月30日 |
| 1    | 1                             | ～现在，冒险即将开始～ | 3                   | 漂流                |                     | 谜之生物              |                     |                     | 2001年 4月30日 |
| 1    | 1                             | ～现在，冒险即将开始～ | 4                   | 漂流                | [ 注 38 ]           | 锹形虫怪兽的袭击      |                     |                     | 2001年 4月30日 |
| 1    | 1                             | ～现在，冒险即将开始～ | 5                   | 漂流                |                     | 这是哪里？            |                     |                     | 2001年 4月30日 |
| 1    | 2                             | ～现在，冒险即将开始～ |                     | 文件岛              | 1                   |                       | 黑色齿轮            |                     | 2001年 4月30日 |
| 1    | 2                             | ～现在，冒险即将开始～ | 2                   | 文件岛              |                     | 陷阱之馆              |                     |                     | 2001年 4月30日 |
| 1    | 2                             | ～现在，冒险即将开始～ | 3                   | 文件岛              |                     | 创始之街              |                     |                     | 2001年 4月30日 |
| 1    | 2                             | ～现在，冒险即将开始～ | 4                   | 文件岛              |                     | 被选召的孩子们        |                     |                     | 2001年 4月30日 |
| 1    | 2                             | ～现在，冒险即将开始～ | 5                   | 文件岛              |                     | 光与暗                |                     |                     | 2001年 4月30日 |
| 1    | 3                             | ～现在，冒险即将开始～ |                     | 沙漠的逃避之行      | 1                   |                       | 服务器大陆          |                     | 2001年 4月30日 |
| 1    | 3                             | ～现在，冒险即将开始～ | 2                   | 沙漠的逃避之行      |                     | 勇气徽章              |                     |                     | 2001年 4月30日 |
| 1    | 3                             | ～现在，冒险即将开始～ | 3                   | 沙漠的逃避之行      |                     | 访问                  |                     |                     | 2001年 4月30日 |
| 1    | 3                             | ～现在，冒险即将开始～ | 4                   | 沙漠的逃避之行      |                     | 金字塔裡的陷阱        |                     |                     | 2001年 4月30日 |
| 1    | 3                             | ～现在，冒险即将开始～ | 5                   | 沙漠的逃避之行      |                     | 太一的试炼            |                     |                     | 2001年 4月30日 |
| 1    | 3                             | ～现在，冒险即将开始～ | 6                   | 沙漠的逃避之行      |                     | 完全体进化 機械暴龍獸 |                     |                     | 2001年 4月30日 |
| 1    | 数码宝贝大冒险 角色一览（）   | ～现在，冒险即将开始～ |                     |                     |                     |                       |                     |                     | 2001年 4月30日 |
| 1    | 后记（）                      | ～现在，冒险即将开始～ |                     |                     |                     |                       |                     |                     | 2001年 4月30日 |
| 2    |                               | ～第8个被选召的孩子～  | 序章 边境的小屋（） | 序章 边境的小屋（） | 序章 边境的小屋（） | 序章 边境的小屋（）   | 序章 边境的小屋（） | 序章 边境的小屋（） | 2001年 6月30日 |
| 2    | 4                             | ～第8个被选召的孩子～  |                     | 离散之湖            | 1                   |                       | 临时湖              |                     | 2001年 6月30日 |
| 2    | 4                             | ～第8个被选召的孩子～  | 2                   | 离散之湖            |                     | 分别的游乐场          |                     |                     | 2001年 6月30日 |
| 2    | 4                             | ～第8个被选召的孩子～  | 3                   | 离散之湖            |                     | 小恶魔的诡计          |                     |                     | 2001年 6月30日 |
| 2    | 4                             | ～第8个被选召的孩子～  | 4                   | 离散之湖            |                     | 湖畔的餐馆            |                     |                     | 2001年 6月30日 |
| 2    | 4                             | ～第8个被选召的孩子～  | 5                   | 离散之湖            |                     | 人类的城市            |                     |                     | 2001年 6月30日 |
| 2    | 5                             | ～第8个被选召的孩子～  |                     | 吸血魔兽城          | 1                   |                       | 求知的心            |                     | 2001年 6月30日 |
| 2    | 5                             | ～第8个被选召的孩子～  | 2                   | 吸血魔兽城          |                     | 卡拉OK公主            |                     |                     | 2001年 6月30日 |
| 2    | 5                             | ～第8个被选召的孩子～  | 3                   | 吸血魔兽城          |                     | 徽章的秘密            |                     |                     | 2001年 6月30日 |
| 2    | 5                             | ～第8个被选召的孩子～  | 4                   | 吸血魔兽城          |                     | 湖底的玄内小屋        |                     |                     | 2001年 6月30日 |
| 2    | 5                             | ～第8个被选召的孩子～  | 5                   | 吸血魔兽城          |                     | 现实世界侵略战        |                     |                     | 2001年 6月30日 |
| 2    | 6                             | ～第8个被选召的孩子～  |                     | 东京                | 1                   |                       | 一九九九年八月一日  |                     | 2001年 6月30日 |
| 2    | 6                             | ～第8个被选召的孩子～  | 2                   | 东京                |                     | 夜                    |                     |                     | 2001年 6月30日 |
| 2    | 6                             | ～第8个被选召的孩子～  | 3                   | 东京                |                     | 涩谷数码兽            |                     |                     | 2001年 6月30日 |
| 2    | 6                             | ～第8个被选召的孩子～  | 4                   | 东京                |                     | 相遇                  |                     |                     | 2001年 6月30日 |
| 2    | 6                             | ～第8个被选召的孩子～  | 5                   | 东京                |                     | 两个徽章              |                     |                     | 2001年 6月30日 |
| 2    | 数码宝贝大冒险 关键词档案（） | ～第8个被选召的孩子～  |                     |                     |                     |                       |                     |                     | 2001年 6月30日 |
| 2    | 数码宝贝大冒险 怪兽档案（）   | ～第8个被选召的孩子～  |                     |                     |                     |                       |                     |                     | 2001年 6月30日 |
| 2    | 后记（）                      | ～第8个被选召的孩子～  |                     |                     |                     |                       |                     |                     | 2001年 6月30日 |
| 3    |                               | ～冒险还没结束～       | 序章（）            | 序章（）            | 序章（）            | 序章（）              | 序章（）            | 序章（）            | 2001年 7月30日 |
| 3    | 7                             | ～冒险还没结束～       |                     | 一九九九年八月二日  | 1                   |                       | 光丘的记忆          |                     | 2001年 7月30日 |
| 3    | 7                             | ～冒险还没结束～       | 2                   | 一九九九年八月二日  |                     | 迎击                  |                     |                     | 2001年 7月30日 |
| 3    | 7                             | ～冒险还没结束～       | 3                   | 一九九九年八月二日  |                     | 暗之结界              |                     |                     | 2001年 7月30日 |
| 3    | 7                             | ～冒险还没结束～       | 4                   | 一九九九年八月二日  |                     | 被囚禁的人们          |                     |                     | 2001年 7月30日 |
| 3    | 7                             | ～冒险还没结束～       | 5                   | 一九九九年八月二日  |                     | 于东京湾的邂逅        |                     |                     | 2001年 7月30日 |
| 3    | 7                             | ～冒险还没结束～       | 6                   | 一九九九年八月二日  |                     | 逃出国际展示场        |                     |                     | 2001年 7月30日 |
| 3    | 7                             | ～冒险还没结束～       | 7                   | 一九九九年八月二日  |                     | 只留下微笑            |                     |                     | 2001年 7月30日 |
| 3    | 7                             | ～冒险还没结束～       | 8                   | 一九九九年八月二日  |                     | 究极体                |                     |                     | 2001年 7月30日 |
| 3    | 7                             | ～冒险还没结束～       | 9                   | 一九九九年八月二日  |                     | 重回数码世界          |                     |                     | 2001年 7月30日 |
| 3    | 8                             | ～冒险还没结束～       |                     | 黑暗四天王          | 1                   |                       | 黑暗龙卷山          |                     | 2001年 7月30日 |
| 3    | 8                             | ～冒险还没结束～       | 2                   | 黑暗四天王          |                     | 无情之海              |                     |                     | 2001年 7月30日 |
| 3    | 8                             | ～冒险还没结束～       | 3                   | 黑暗四天王          |                     | 分裂的友情            |                     |                     | 2001年 7月30日 |
| 3    | 8                             | ～冒险还没结束～       | 4                   | 黑暗四天王          |                     | 憎恶的森林            |                     |                     | 2001年 7月30日 |
| 3    | 9                             | ～冒险还没结束～       |                     | 最后之敌            | 1                   |                       | 火之壁              |                     | 2001年 7月30日 |
| 3    | 9                             | ～冒险还没结束～       | 2                   | 最后之敌            |                     | 都市的崩坏            |                     |                     | 2001年 7月30日 |
| 3    | 9                             | ～冒险还没结束～       | 3                   | 最后之敌            |                     | 美美的战斗            |                     |                     | 2001年 7月30日 |
| 3    | 9                             | ～冒险还没结束～       | 4                   | 最后之敌            |                     | 心底的黑暗            |                     |                     | 2001年 7月30日 |
| 3    | 9                             | ～冒险还没结束～       | 5                   | 最后之敌            |                     | 真正的敌人            |                     |                     | 2001年 7月30日 |
| 3    | 9                             | ～冒险还没结束～       | 6                   | 最后之敌            |                     | 抗拒进化之物          |                     |                     | 2001年 7月30日 |
| 3    | 9                             | ～冒险还没结束～       | 7                   | 最后之敌            |                     | 最后的战斗            |                     |                     | 2001年 7月30日 |
| 3    | 9                             | ～冒险还没结束～       | 8                   | 最后之敌            |                     | 新的世界              |                     |                     | 2001年 7月30日 |
| 3    | 9                             | ～冒险还没结束～       | 9                   | 最后之敌            |                     | 就这样，夏天结束了    |                     |                     | 2001年 7月30日 |
| 3    | 尾声（）                      | ～冒险还没结束～       |                     |                     |                     |                       |                     |                     | 2001年 7月30日 |
| 3    | 数码宝贝大冒险 怪兽档案（）   | ～冒险还没结束～       |                     |                     |                     |                       |                     |                     | 2001年 7月30日 |
| 3    | 后记（）                      | ～冒险还没结束～       |                     |                     |                     |                       |                     |                     | 2001年 7月30日 |

#### 其他
小说第三卷后记中记述「可能会写数码宝贝大冒险02的小说」，但未能实现。

## 代理漫画版
中国大陆
- 东方出版社引进和代理出版、新华书店和共和联动图书有限公司联合代理发行余遠鍠版本的本作改编漫画，命名为《数码宝贝01冒险者之旅》。[28]
- 上海依星电脑软件有限公司引进、少年儿童出版社和浦东电子出版社联合代理出版、新华书店上海发行所代理发行吕水世版本的本作改编漫画，命名为《数码宝贝（漫画版）》。[29]

香港
- 正文社获授权安排余遠鍠将本作改编成漫画，命名為《數碼暴龍》（共5卷35話），[30]連載於《CO-CO!》。[28]

台灣
- 青文出版社获授权安排呂水世將本作改编成漫画，命名為《數碼寶貝》（共4卷20話），連載於《強棒強棒月刊》。[29]
- 東立出版社代理余遠鍠版本的本作改编漫画，命名為《數碼寶貝》。[31]

新加坡
- 創藝出版社代理余遠鍠版本的本作改编漫画，在新加坡和马来西亚发行简体中文（封面标题为繁体中文）和英文版。[32]

## 注解
1. 东方出版社
2. 正文社相关宣传广告
3. 爱奇艺国际站
4. 1 2 3  「'99春東映動畫節」公開，同時上映《游戏王》、《IQ博士：小雲的终极一击》，合计票房数据。
5. 1 2 3 4  《数码宝贝大冒险》和《数码宝贝大冒险 我们的战争游戏!》同時上映，合计票房数据。
6. 1 2  第二十五届上海国际电影节公开，《数码宝贝大冒险》和《数码宝贝大冒险 我们的战争游戏!》同时展映。
7. 1 2 3  「2000年春東映動畫節」公開，同時上映《ONE PIECE》，合计票房数据。
8. 1 2  「立体!3D東映動畫節」公開，同時上映《数码宝贝拯救者3D 数码世界危机一發!》、《蒸汽机车也卫门》、《鬼太郎：鬼太郎的幽灵电车3D》。
9. ↑  1998年8月13日企划标题为《数码宝贝》（Digital Monster）；1998年秋季企划标题为《数码宝贝岛冒险记》（Digimon Adventure）和《数码宝贝岛漂流记》（Digimon Drift）；最终确定标题为《数码宝贝大冒险》（Digimon Adventure）。
10. 1 2  國語配音版本为衛視中文台配音版本，後因網路播映權到期下架。
11. ↑  小说第一卷中披露
12. ↑  小说第三卷和DVD-BOX小册子中披露的幕后故事
13. ↑  中鶴勝祥担任过《七龙珠》动画系列的角色设计、作画监督和原画等职务。
14. ↑  因从2002年开始电视调查收视率计算方法有所改变，所以不能单纯地与2002年以后的作品收视率做比较。
15. ↑  《DIGIMON MOVIE BOOK》中披露
16. ↑  1997年东映动画株式会社和国际影业有限公司在香港成立合资公司东映动画企业有限公司，其中东映动画株式会社持股60%、国际影业有限公司持股40%，2009年东映动画株式会社购买国际影业有限公司所持40%股份，使东映动画企业有限公司成为东映动画株式会社全资子公司。至此东映动画株式会社的动画作品在亚洲部分地区版权从国际影业有限公司代理提供转为东映动画企业有限公司直接提供。
17. ↑  在代理本作期间，“醒目”、“日清”、“奇多”等品牌获授权在中国大陆地区展开较大规模的商业周边产品宣发，且“醒目”获授权随片插播其品牌的贴片广告。
18. ↑  在代理本作期间，不凡帝范梅勒公司获授权随片插播旗下“比巴卜”、“阿尔卑斯”和“孚特拉”品牌的贴片广告。
19. ↑  配音员如祖晴、曹群耀、邓玉婷、陆双等
20. ↑  辽宁文化艺术音像出版社并非“辽艺”，虽与辽宁人民艺术剧院/辽宁儿童艺术剧院同隶属于辽宁省文化和旅游厅，但为不同的单位。
21. ↑  本作曾使用过國語片头曲，同时将下集预告背景音乐均替换掉。目前已知第1話至第42話的下集预告背景音乐被替换成《純愛手札》的MIDI，第43話至最终話的下集预告背景音乐被替换成《閃電霹靂車Zero》的片尾曲「Get Up！」。
22. ↑  與台視配音版本略有不同，部分配音员和相应角色进行了调整。
23. ↑  官方汉字为
24. ↑  第1-13話
25. ↑  系列构成表示《数码宝贝大冒险tri.》，脚本表示其他剧场版。
26. ↑  日本国内票房
27. ↑  英文：Digimon Adventure tri.，网络简称：「DA tri.」、「tri.」
28. ↑  英文：Digimon Adventure: Last Evolution Kizuna，网络简称：「最后的进化」、「绊」、「LEK」
29. ↑  WS游戏《数码兽大冒险：阳极驯兽师》《数码兽大冒险：阴极驯兽师》《数码兽大冒险02：组合驯兽师》《数码兽大冒险02：D-1驯兽师》《数码兽驯兽师：勇敢的驯兽师》男一号，TV动画《数码兽驯兽师》和剧场版《数码兽驯兽师 暴走特急》男三号，漫画《数码兽大冒险V驯兽师01》、剧场版《数码兽大冒险 我们的战争游戏！》、TV动画《数码兽大冒险02》《数码兽合体战争 ～穿越时空的少年猎人们～》、剧场版《数码兽大冒险tri. 第6章 我们的未来》客串角色，穿越不同的时空和宿敌千年兽进行宿命的对决。曾解救动画版太一等人、曾和一乘寺贤是朋友搭档、曾和松田启人等人并肩作战、曾和动画前三部主役数码兽搭档、曾和漫画版太一决斗、曾协助过明石激和工藤大器等人。
30. ↑  稱號上是歷代最多的，“第九位被選召的孩子”、“1999年最後的被選召的孩子”、“特異的驯兽师”、“D-1驯兽师”、“勇敢的驯兽师”、“流浪的驯兽师”、“最强的驯兽师”、“傳說中的驯兽师”等。
31. ↑  与《数码宝贝拯救者3D 数码世界危机一發!》《蒸汽机车也卫门》、《鬼太郎：鬼太郎的幽灵电车3D》一同收录于3DCG短篇集《CG东映动画节》发售。
32. ↑  收录于《数码宝贝剧场版 Blu-ray 1999-2006》特典盘。
33. ↑  2003年4月5日-4月6日于Zepp Tokyo举办的「我们爱数码宝贝音乐 御台场纪念音乐会2003-春-」公演2天。4月5日「艺术家日」共2场，现场演唱收录于CD专辑（NECA-17001）；4月6日「角色日」共2场，朗读剧《数码宝贝一夜祭》公演。
34. 1 2 3  《数码宝贝系列 原创故事》时长9分钟，全球限定500张应募非卖品，包含《数码宝贝大冒险》（时长2分钟，演出/脚本：角銅博之）、《数码宝贝大冒险02》（时长2分钟，演出：角銅博之，脚本：角銅博之、泥沼静馬、吉村元希）、《数码宝贝驯兽师之王》（时长4分钟，演出：貝澤幸男，脚本：小中千昭）、《数码宝贝无限地带》（时长1分钟，演出：貝澤幸男，脚本：富田祐弘、成田良美、大和屋晓）的内容。
35. ↑  《数码宝贝大冒险 15周年纪念日 Blu-ray BOX》初回生产限定特典，包含《世界终焉之前》和《数码宝贝神秘档案・解开千年的封印！》两个故事。
36. ↑  《数码宝贝大冒险 最后的进化 绊 Blu-ray 豪華版》封入特典
37. ↑  2007年1月1日起，国际标准书号的格式全面由10位修订为13位。
38. 1 2  锹形虫兽/古加兽（Kuwagamon）
39. 1 2 3 4  小说将本该是“6”、“7”、“8”、“9”误写成“5”、“6”、“7”、“8”。
40. ↑  后记中记述「可能会写数码宝贝大冒险02的小说」，但未能实现。